# De Haan (Brouwershaven)
De Haan is een voormalige korenmolen in Brouwershaven in de Nederlandse provincie Zeeland.
De molen is oorspronkelijk in 1724 als lage stellingmolen gebouwd, maar is merkwaardig genoeg later verlaagd tot grondzeiler. Tussen 1965 en 1967 werd de molen geheel gerestaureerd en tevens ingericht tot weekendverblijf. Hierbij verdween een deel van de oorspronkelijke inrichting en bleef slechts één koppel maalstenen over. Het resterende binnenwerk is thans nog aanwezig zij het in gedemonteerde toestand. Wel werd er af en toe met het Oudhollands opgehekte wiekenkruis, waarvan de roeden een lengte hebben van circa 22,50 meter, gedraaid. Thans dienen deze roeden vervangen te worden, de molen staat tot nader order stil. De molen is particulier eigendom. In 2019 zijn de roeden vervangen en dat jaar mei draaide de molen weer naar 10 jaar te hebben stilgestaan. De molen blijft een recreatiewoning. De bedoeling is om de molen af en toe te laten draaien bijvoorbeeld op Nationale Molendag en Open Monumentendag.